# Philip Meyer
Philip Meyer (Deshler, 27 ottobre 1930 – Carrboro, 4 novembre 2023) è stato un giornalista e scrittore statunitense, per anni professore emerito presso la scuola di Giornalismo dell'Università della Carolina del Nord a Chapel Hill ed editorialista del quotidiano USA Today.

## Biografia
Lavorò per 26 anni come cronista, iniziando la carriera nel 1950 ancora studente, con collaborazioni stagionali alle testate Dispatch, Capital Topeka Daily, Kansas State Collegian e Manhattan (Kansas) Mercury. Dopo la laurea all'Università del Nord Carolina a Chapel Hill, venne assunto al Miami Herald nel 1958. Vi rimase fino al 1962, quando divenne corrispondente da Washington per l'Akron Beacon Journal; fu caporedattore degli interni, fino al 1967. Nel 1968 vinse il Premio Pulitzer in giornalismo locale e Breaking News con il Detroit Free Press, insieme ad altri giornalisti del quotidiano, per il reportage sulle cause delle rivolte dei neri di Detroit del 1967.
Nel 1968-1969 ottenne la borsa di studio Nieman e si prese un anno sabbatico per studiare sociologia, statistica e i metodi della ricerca psicosociologica all'Università di Harvard. Al termine di quell'esperienza pubblicò il libro Giornalismo di Precisione, con il quale guadagnò la fama nazionale. Il libro un antesignano dell'utilizzo dei computer e delle analisi dei dati alla pratica della cronaca giornalistica. 
A lui si fa riferimento come padre dei giornalisti che utilizzeranno da allora gli strumenti della ricerca sociologica e della statistica per realizzare inchieste, tanto che l'IRE (Institute Reporters and Editors) assegna ogni anno i premi intitolati a lui, Philip Meyer, per i migliori reportage di Giornalismo di Precisione.
Dal 1978 al 1981 tornò a lavorare a Miami, dove incontrò Stephen Doig, che divenne suo allievo.
Nel 1981 venne chiamato dall'Università del Nord Carolina per insegnare alla nuova scuola di giornalismo a Chapel Hill, di cui dal 1993 fino al 2008 fu direttore.
I suoi studi e le sue pubblicazioni hanno dato le basi teoriche per il giornalismo di precisione, il giornalismo civico, l'uso dei sondaggi nel giornalismo e il computer-assisted reporting ed è stato un antesignano di Internet.

## Opere
- 2006, Giornalismo e Metodo Scientifico: ovvero il Giornalismo di Precisione, Armando Editore, 2006 (traduzione italiana a cura di Massimo Baldini di "Precision Journalism: A Reporter's Introduction to Social Science Methods", Indiana University Press, Bloomington, 1973, 1979, 1991. Fourth edition)
- (EN)  2007, Editor,  William F. Woo, Letters from the Editor: Lessons on Journalism and Life, University of Missouri Press.
- (EN)  2004, The Vanishing Newspaper: Saving Journalism in the Information Age, University of Missouri Press.
- (EN)  1998, Editor, Assessing Public Journalism,  with Edmund Lambeth and Esther Thorson, University of  Missouri Press, University of Missouri Press.
- (EN)  1989, Ethical Journalism: a Guide for Students, Practitioners and Consumers, Longman, Inc., 1987. Portugese translation, A Etica No Jornalismo,  Rio de Janiero: Forense Universitaria.
- (EN)  1985, The Newspaper Survival Book: An Editor's Guide to Market Research, Indiana University Press.
- (EN)  1978, To Keep the Republic: Governing the United States in Its Third Century (with David Olson), McGraw-Hill, New York, 1975. Second edition, retitled Governing the United States.